# Ethelbert Kentski
Ethelbert Kentski (staroengleski: Æthelberht, Æthelbert, engleski: Aethelberht, Aethelbert, Ethelbert; oko 560. – 24. veljače 616.), anglosaski vladar na Britaniji. Kraljevao je Kentom od 580. ili 590. godine sve dok nije umro 616. godine. Bio je iz dinastije Oiscingovaca.

## Životopis
Bio je sin kralja Eormenrika i nepoznate majke. Prema Anglosaskoj kronici rodio se 552. godine. Suvremeni povjesničari su nadnevak kad se rodio pomakli u 560. godinu.
Preko sestre Durch seine Rikole koja se je bila udala za esekskog kralja Sleddu Aescvvininga, bio je povezan s tim britanskim anglosaskim kraljevstvom. Oženio je kršćansku franačku kraljevnu iz dinastije Merovinga sv. Berte, kćeri merovinškog kralja Hariberta. sv. Grgur iz Toursa je zabilježio za Ethelberta da je filius regis („kraljev sin“), odakle su povjesničari zaključili, da mu je otac Eormenrik onda još bio živ.
S Bertom je imao sina Eadbalda i kćer Ethelburgu. Budući da je supruga Berta utjecala na nj pokrsti i ostavi anglosaskog poganstva, bio je prvim anglosaskim vladarom koji je prešao na kršćanstvo. Smatra se da je Bertin utjecaj doveo do odluke pape Grgura I. kojom je poslao Augustina Canterburyjskog u misiju iz Rima. Augustin se je iskrcao na otoku Thanetu, najistočnijoj točki Kenta. Nakon toga se je Ethelbert pokrstio, gradilo se crkve te se je kršćanstvo u većem stupnju širilo kraljevstvom. Ethelbert je dao crkvi novo zemljište u Canterburyju, koje je poslije postalo poznato kao opatija sv. Augustina.
Za njegove je vlasti Kent dobilo prevlast na području Engleske. Kent je bio bogato kraljevstvo, jakih trgovinskih sveza s kontinentom. Vjerojatno je da je baš Ethelbert uspostavio kraljevski nadzor nad trgovinom. Za njegova kraljevanja prvi suz put nakon anglosaskog iskrcavanja kovanice prokolale Kentom. Beda Časni u djelu Historia ecclesiastica gentis Anglorum iz 8. stoljeća ga je zabilježio kao trećeg kralja koji je imao imperium nad ostalim anglosaskim kraljevstvima. Anglosaska kronika iz 9. stoljeća zabilježila ga je kao bretenanwealdu, "vladara Britanije". Sin Eadbald je donekle zadržao jakost Kenta koju je nekad imao.
Za Ethelbertova kraljevanja donesen je Ethelbertov zakon, prvi zakonik na nekom germanskom jeziku, iako je zapravo sačuvan kao rukopis u djelu iz 12. stoljeća, Textus Roffensis. Zakonik sadrži složeni sustav kazna.
Poslije je bio kanoniziran zbog širenja kršćanstva među Anglosasima, kao i njegova supruga. Spomendan mu je izvorno bio 24. veljače, no poslije je to pomaknuto na 25. veljače.

## Vanjske poveznice
- The Laws of Æthelberht. Mediaeval Sourcebook  Arhivirana inačica izvorne stranice od 11. siječnja 2010. (Wayback Machine) (engleski)